# Matilda Koen-Sarano

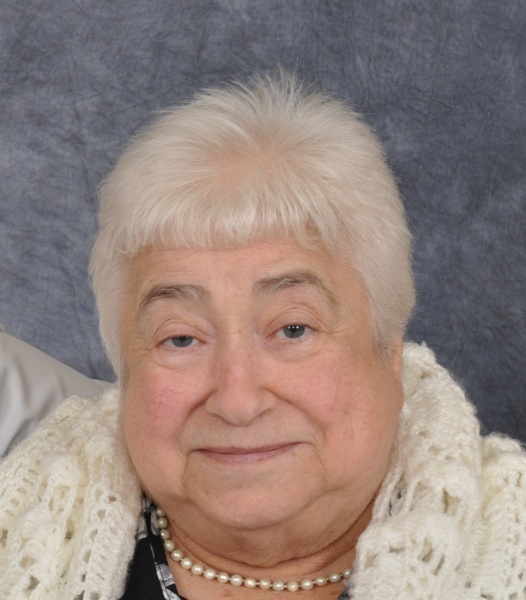
Matilda Koen-Sarano, 2016

Matilda Koen-Sarano (hebräisch מתילדה כהן-סראנו; geboren 31. Juli 1939 in Mailand/Italien, gestorben 4. Juni 2024 in Israel) war eine israelische Schriftstellerin. Ihre Bände mit Märchen, Erzählungen, Sketchen und Bearbeitungen volkstümlicher sephardischer Erzählstoffe zählen zu den bekanntesten zeitgenössischen literarischen Publikationen in judenspanischer Sprache (Ladino).

## Leben

### Jugend
Koen-Sarano wurde am 31. Juli 1939 in Mailand geboren und wuchs in Italien auf. Sie entstammte einer sephardischen Familie aus der Türkei. Ihr Großvater, Moshe, wurde 1874 in Bergama geboren, ihre Eltern, Alfredo Sarano und Diana Hadjes, in Aydın. Ihr Vater lebte bis 1925 auf der griechischen Insel Rhodos, während ihre Mutter bis 1938 in Izmir ansässig war. Das Paar heiratete 1938 in Mailand. Vor den Nazi-Verfolgungen im Zweiten Weltkrieg versteckte sich die Familie in den italienischen Bergen. Danach war Alfredo Sarano von 1945 bis 1969 Sekretär der jüdischen Gemeinde Mailand. Matilda Sarano heiratete Aaron Koen und wanderte mit ihm 1960 nach Israel aus.

### Ihr Wirken für die judenspanische Sprache
Koen-Sarano besuchte die jüdische Gemeindeschule ihrer Geburtsstadt und studierte anschließend Sprachen an der Università Commerciale Luigi Bocconi in Mailand sowie italienische Literatur und jüdisch-spanische Literatur und Folklore an der Hebräischen Universität Jerusalem.
Im Sommer 1979 nahm sie an einem Seminar für ladinosprachige Radioproduzenten des staatlichen Hörfunksenders Kol Israel teil. Das weckte in ihr den Wunsch, in dieser Sprache zu schreiben und alles, was sie in ihrer Kindheit erlebt hatte, aufzuzeichnen. Zu diesem Zweck begann sie, Menschen aus der sephardischen Gemeinschaft zu interviewen, um Hunderte von Volksmärchen und traditionellen Geschichten schriftlich festzuhalten und für die Nachwelt zu bewahren. Im Zusammenhang mit dieser Tätigkeit kehrte sie als Wissenschaftlerin an die Hochschule zurück.
1986 veröffentlichte sie in Jerusalem ihr erstes Buch mit sephardischen Volksmärchen, Kuentos del Folklor de la Famiya Djudeo-Espanyola (Volksmärchen der jüdisch-spanischen Familie). Im April 2009 erschien die letzte ihrer zahlreichen Anthologien, Kon bayles i kantes, Sefaradis de dor en dor (Mit Tänzen und Liedern, Sepharden von Generation zu Generation).
Koen-Sarano lehrte vom Jahr 1996 an Ladino an der Ben-Gurion-Universität im Negev und leitete ab 1998 einen von der Autoridad Nasionala del Ladino in Jerusalem veranstalteten Kurs zur Ausbildung künftiger Ladino-Lehrer. Sie arbeitete zudem als Redakteurin der täglichen ladinosprachigen Hörfunksendung von Kol Israel.

## Familie
Matilda Koen-Sarano hatte drei Kinder und acht Enkel. Zusammen mit ihrer Tochter Liora Kelman verfasste sie das Kochbuch Gizar kon Gozo.

## Werke

### Sammlungen
- Kuentos del folklor de la famiya djudeo-espanyola + kaseta de kuentos, Kana, Jerusalem 1986. (Ladino und Hebräisch)
- Djohá ke dize?, Kana, Jerusalem 1991. (Ladino)
- Konsejas i konsejikas del mundo djudeo-espanyol, Kana, Jerusalem 1994. (Ladino)
- Lejendas i kuentos morales de la tradisión djudeo-espanyola, Nur, Jerusalem 1999. (Ladino)
- Sipuré Eliau Anaví, kon notas de Shifra Safra, Midreshet Amalia, Jerusalem 1993/94.
- De Saragoza a Yerushaláyim, Ibercaja, Saragossa 1995. (Ladino)
- Storie di Giochà. Sansoni, Florenz 1990. (Italienisch)
- Le storie del re Salomone. Sansoni, Florenz 1993. (Italienisch)
- King Solomon and the Golden Fish. Wayne State University Press, Detroit 2004. (Englisch)
- Ritmo antiko, poezías i kantigas. Edisión de la Autora, Jerusalem 2005. (Ladino und Hebräisch)
- Por el plazer de kontar – Kuentos de mi vida. Selection of stories. Nur Afakot, Jerusalem 2006. (Ladino)
- Kuentos salados djudeo-espanyoles. Editorial Capitelum, Valencia 2000. (Ladino)
- Folktales of Joha. Übersetzt von David Herman, Jewish Publication Society, Philadelphia 2003. (Englisch)
- El kurtijo enkantado, Kuentos populares djudeo-espanyoles. Nur Hafakot, Jerusalem 2003. (Ladino und Hebräisch)
- mit Moshé Bahar, Hayim Tsur and Avraham Reuveni: Guerta muzikal: Koleksión de piesas muzikales djudeo-espanyolas. (Sefaradís de dor en dor, Music Comedy and Radio adaptation; Maridos i mujeres, Mil i un Djohá, El novio imajinario i Tres ermanikas). Jerusalem 2002. (djudeo-espanyol)
- Kuentos del bel para abasho. Ed. Shalom, Istanbul 2005. (Ladino)
- Kon bayles i kantes, Sefaradis de dor en dor. 2009. (Ladino)
- Vejés liviana, kuentos djudeo-espanyoles. Nur Hafakot, Jerusalem 2006. (Ladino und Hebräisch)

### Drehbücher
Jeweils mit Hayim Tsur (Musik):
- Sefaradís de dor en dor. Israeli Ministry for Education and Culture, Jerusalem 1997.
- Mil i un Djohá, komedia muzikal. Edisión de la Autora, Jerusalem 1998. Englische Fassung, übersetzt von Gloria J. Ascher, USA 2003.
- Maridos i mujeres. Hörspielreihe in 12 Folgen. Edisión de la Autora, Jerusalem 2000.
- Tres ermanikas, komedia radiofónika. Edisión de la Autora. Jerusalem 2000. Adaptiert als Theaterstück 2004.

### Hörbücher
- Viní kantaremos, koleksión de kantes djudeo-espanyoles. Edisión de la Autora, Jerusalem 1993 u.ö.
- Jewish Ladino Songs. Hataklit, Ramat-Gan 1993.(1)
- Nostaljía. Hataklit, Ramat-Gan 1995.(1)
- Sefaradís de dor en dor (las kantigas de la komedia muzikal). Hataklit, Ramat-Gan 1999.(1)
- Dí ke no es tadre, 14 new stories in Ladino. Jerusalem 2002.(2)
- Guerta muzikal: Koleksión de piezas muzikales djudeo-espanyolas. (Sefaradís de dor en dor, Music Comedy and Radio adaptation; Maridos i mujeres, Mil i un Djohá, El novio imajinario i Tres ermanikas). Jerusalem 2002.(3)

(1) Narration: Matilda Koén-Sarano, Musik: Hayim Tsur.
(2) Narration: Matilda Koén-Sarano, Musik: Avraham Reuveni.
(3) Mit Moshé Bahar, Hayim Tsur, Avraham Reuveni.

### Sprachkurse
- Kurso de Djudeo-Espanyol (Ladino) para Prinsipiantes. Ben Gurion University Negev, 1999. Englische Ausgabe, übersetzt von Gloria J. Ascher, idem 1999/2002.
- Kurso de Djudeo-Espanyol (Ladino) para Adelantados. Ben Gurion University Negev, 1999. Englische Ausgabe, übersetzt von Gloria J. Ascher, idem 1999.
- Kon Maymon Benchimol, Vokabulario Djudeo-Espanyol (Ladino) – Ebreo; Ebreo - Djudeo-Espanyol (Ladino). Ben Gurion University Negev, 1999.
- Tabelas de verbos en Djudeo-Espanyol (Ladino). Ed. de la Autora. Jerusalem 1999.

### Kochbücher
- Mit Liora Kelman: Gizar Kon Gozo. Zak, Jerusalem 2010.

### Wörterbücher
- Diksionario Ebreo-Djudeo-Espanyol (Ladino), Djudeo-Espanyol (Ladino)-Ebreo. Zak, Jerusalem 2010.